# Teresa Cabarrús
Juana María Ignacia Teresa Cabarrús Galambert, también llamada Madame Tallien (Carabanchel Alto, 31 de julio de 1773-Chimay, 15 de enero de 1835), fue una dama española que fue amante y después esposa de Jean-Lambert Tallien. Fue conocida como «Nuestra Señora de Termidor» (en francés Notre-Dame de Thermidor).

## Su familia

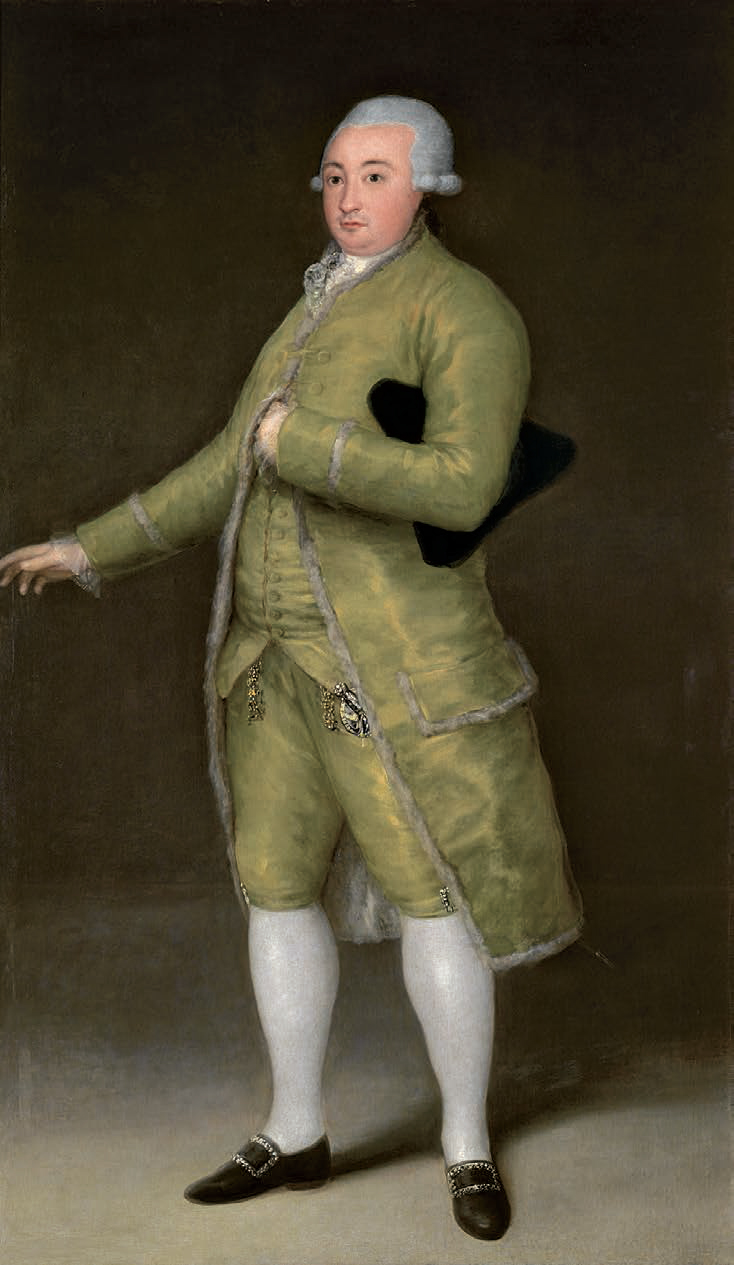
Su padre Francisco Cabarrús, pintado por Goya.

La familia Cabarrús es originaria de Navarra. Desde el siglo XVII, se instalaron en Capbretón. Gracias al comercio, adquirió una gran fortuna.
Nacida como Juana María Ignacia Teresa Cabarrús Galabert en Carabanchel Alto en 1773, la futura Madame Tallien era hija del financiero Francisco Cabarrús, conde de Cabarrús, vizconde Rambouillet, nacido en Bayona el 15 de octubre de 1752 y fallecido en Sevilla el 17 de agosto de 1810, fundador del Banco San Carlos (ancestro del Banco Central Español) en 1782. Fue ennoblecido por Carlos IV de España con el título de conde y luego fue nombrado ministro de Finanzas por José Bonaparte. Su madre, María Antonia Galabert, era hija de un industrial francés establecido en España. Era hermana de Domingo Cabarrús Galabert.

## Biografía

### España y Francia
Criada en España por una nodriza hasta la edad de tres años, Teresa Cabarrús fue enviada por su abuelo a Carabanchel, donde vivió durante dos años en el seno familiar. De 1778 a 1783, se crio con unas religiosas en Francia. En 1785, se le permitió regresar provisionalmente al castillo familiar. Su belleza ya era muy apreciada y un joven hermano de su madre la pidió en matrimonio a su padre Francisco. Este, escandalizado, echó a su cuñado de su casa y envió a Teresa a París para perfeccionar su educación y casarse. Como solo tenía doce años, su madre la acompañó.

### Matrimonio con Devin de Fontenay
Forneron, autor de Histoire Générale des émigrés, relata la primera aventura amorosa de Teresa con Alexandre de Laborde. Ambos adolescentes se gustaban mucho, pero los padres, a pesar de ser ambos originarios de Bayona y financieros, no aprobaban el matrimonio, especialmente el marqués Jean-Joseph de Laborde, que lo consideraba un mal casamiento.
Francisco Cabarrús quería reforzar su posición en Francia y así se produjo el matrimonio de su hija, el 21 de febrero de 1788, con el joven marqués Jean Jacques Devin de Fontenay (1762-1817), consejero de la tercera cámara de investigaciones del Parlamento de París, hijo de un presidente de la Cámara de Cuentas y nieto de un Lecoulteux (familia rica y prestigiosa). Los Lecoulteux, a su vez, se beneficiaron de este matrimonio para aumentar su influencia en España. Los bienes de ambos se calcula que ascendían a 800 000 libras de él (a las que se suman 60 000) y la dote de ella, que tan solo tenía quince años, a 500 000 libras.
Teresa Cabarrús fue presentada a la corte de Luis XVI.

### Félix Lepeletier de Saint-Fargeau (1789)

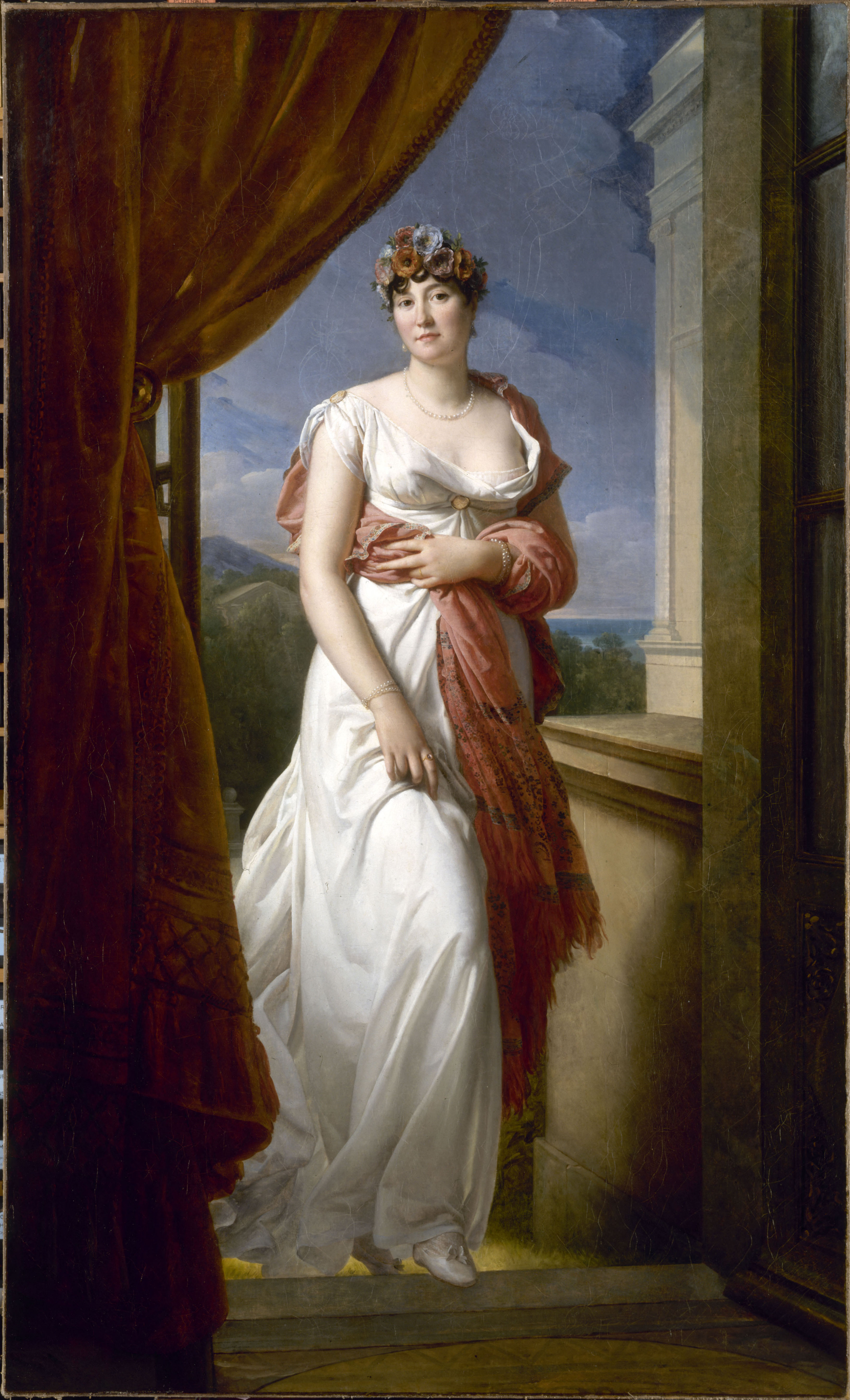
Retrato de Madame Tallien por François Gérard (1804)

Devin de Fontenay era un libertino y Teresa decidió que su unión no sería más que una fachada. Aun así, juntos tendrán, el 2 de mayo de 1789, un hijo al que llamarán Théodore Devin de Fontenay (1789-1815).
Teresa Cabarrús fue adorno de la buena sociedad del Marais parisino. Recibió en sus salones al general La Fayette, a los tres hermanos Lameth, a Félix Lepeletier de Saint-Fargeau, Antoine de Rivarol, Dominique de La Rochefoucauld, y Honoré Gabriel Riqueti, conde de Mirabeau. Formó parte del grupo llamado las merveilleuses («maravillosas», en francés) junto con otras mujeres importantes de la época de la Revolución Francesa, como Josefina Bonaparte o Juliette Récamier.
Pero los buenos tiempos pasaron y Teresa recibió una mala noticia. A la muerte del rey Carlos III de España, su padre sufrió algunos problemas relacionados con su fortuna al encontrarse con un enemigo encarnado en el nuevo ministro Lerena. Fue detenido el 21 de junio de 1790 entre fuertes medidas. Además, en 1792, el marido de Teresa derrochó toda su dote y emigró.
En 1793, ambos se dirigieron a Burdeos con su hijo. Teresa regaló a su marido sus joyas y él, a cambio, los abandonó, tras haberse divorciado de ella el 5 de abril de 1793. De este modo, una mujer que siempre había vivido rodeada de placeres y fiestas se convirtió en benefactora de los pobres al servicio de la Convención.

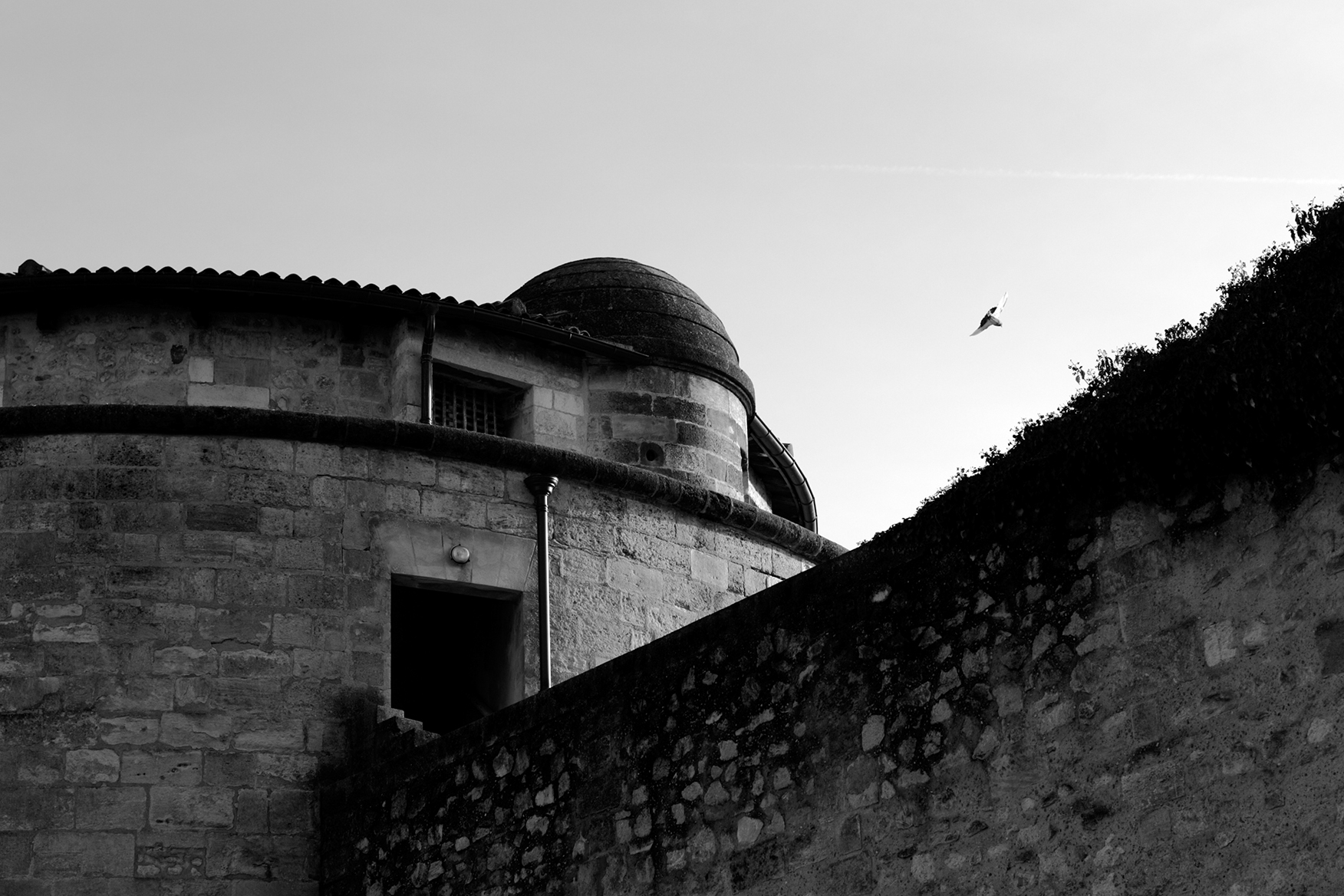
Teresa es encarcelada en el Castillo de Hâ en Burdeos

Burdeos sufrió las acciones de la Montaña, que persiguieron encarnizadamente a los últimos Girondinos. Teresa intervino a favor de los revolucionarios para liberar a algunos miembros de su familia y a otras víctimas del Terror, como los Boyer-Fonfrède.
A principios de diciembre de 1793, fue detenida y arrestada en horribles condiciones en el Castillo de Hâ, la prisión de Burdeos, por haber liberado a sospechosos. Escribió a Jean-Lambert Tallien, representante en misión que ya la había ayudado, para reclamar su libertad o que se interesase por su destino. Este, seducido por su belleza, la hizo liberar y se convirtió en su amante.

### Tallien (finales de 1793)

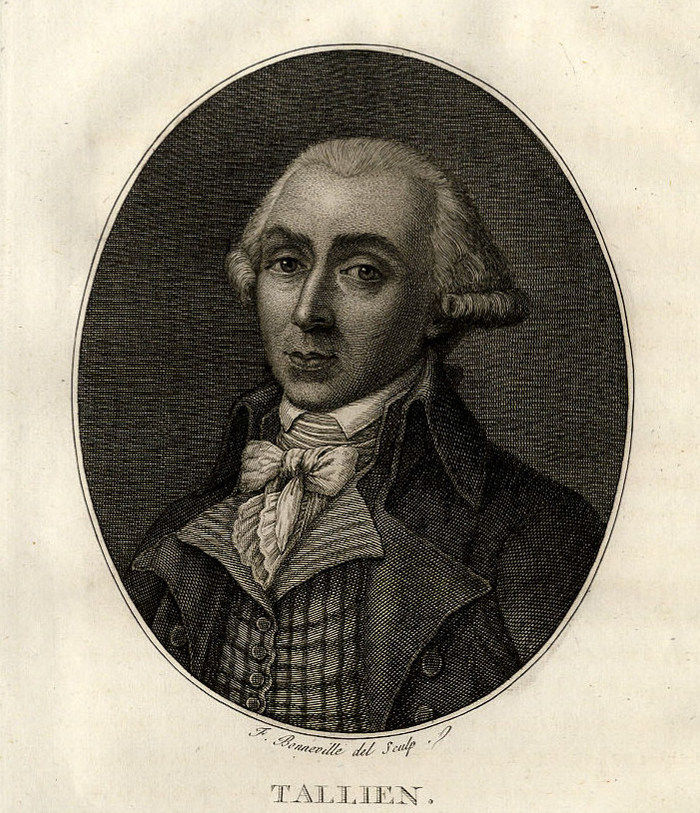
Jean-Lambert Tallien, grabado de François Bonneville, finales del.

Tallien, seducido por su belleza, la libera y se instaló con ella, quien usó su influencia para protegerse de todos los que pudo.
En diciembre de 1793, el Discours sur l'éducation, par la citoyenne Thérésa Cabarrus se leyó durante la sesión en el templo de la razón de Burdeos, el día 1 nivoso del calendario revolucionario, día de fiesta nacional en el que se celebraba la reconquista de Toulon por parte de la república.
Sin embargo, intentando salvar las vidas de los demás, Teresa volvió a arriesgar la suya propia. Una supuesta relación con un rico aristócrata se volvió un escándalo. Tallien volvió a París para justificarse, lugar al que también acudió Teresa, ahora sospechosa en Burdeos por impedir a los nobles instalarse en París o en los puertos. Pero, tras una orden firmada por Robespierre, Teresa fue de nuevo detenida y encerrada en la Prisión de La Force (donde conoció a Josefina de Beauharnais, quien desde entonces fue una de sus más íntimas amigas), y trasladada a la Prisión des Carmes.

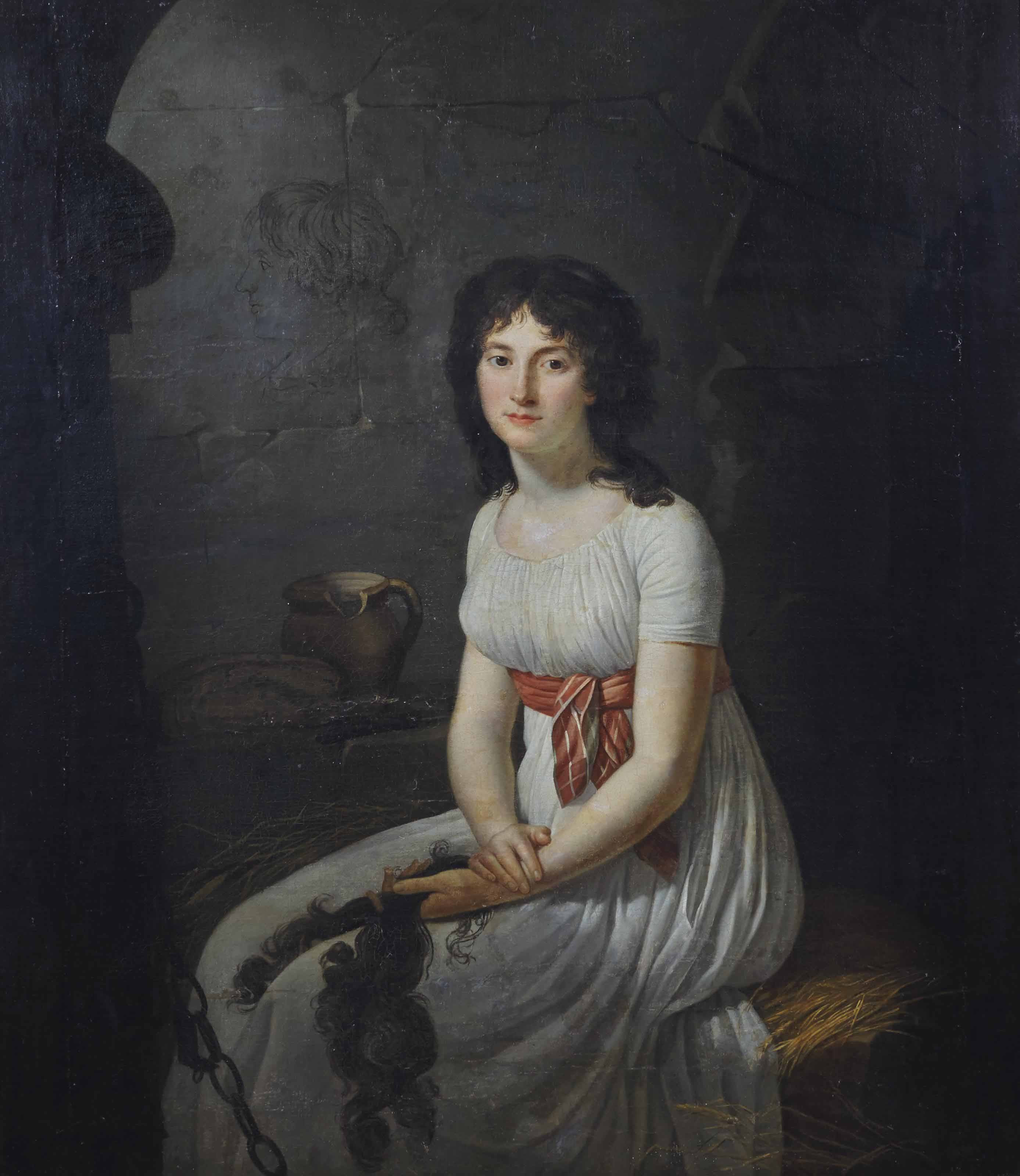
La Ciudadana Tallien en un calabozo de la Force, por Jean-Louis Laneuville

Cuando fue condenada a muerte, una carta suya a Tallien (« Je meurs d'appartenir à un lâche. ») precipitó la caída de Robespierre y los hechos del 9 de Termidor.
Una vez liberada, Teresa fue conocida como Notre-Dame de Thermidor, ya que esta revolución salvó numerosas vidas. William Pitt (el Joven) declara que «esta mujer sería capaz de cerrar las puertas del infierno».
Se casó con Tallien el 26 de diciembre de 1794, pero este matrimonio durará poco. Tuvieron una hija, Rose-Thermidor Tallien (1795-1862), ahijada de su amiga Rose de Beauharnais, la futura emperatriz Josefina de Beauharnais. Rose cambió su nombre por el de Joséphine al mismo tiempo que su madrina, y se casó con el conde Michel-Claude-Gaspard-Félix-Jean-Raymond de Narbonne-Pelet en 1815.
Este matrimonio con Tallien le otorgará el nombre de Notre-Dame de septembre. Aunque su marido fue en parte responsable de las masacres de septiembre, Teresa las condenó y nunca le perdonó su actitud hacia los prisioneros, que fueron fusilados. «Demasiada sangre a manos de este hombre; jamás había sentido tanto asco por él», le confió a una amiga.
Finalmente se separaron en 1795, aunque no se divorciaron hasta 1802.

### Ouvrard (otoño de 1798)

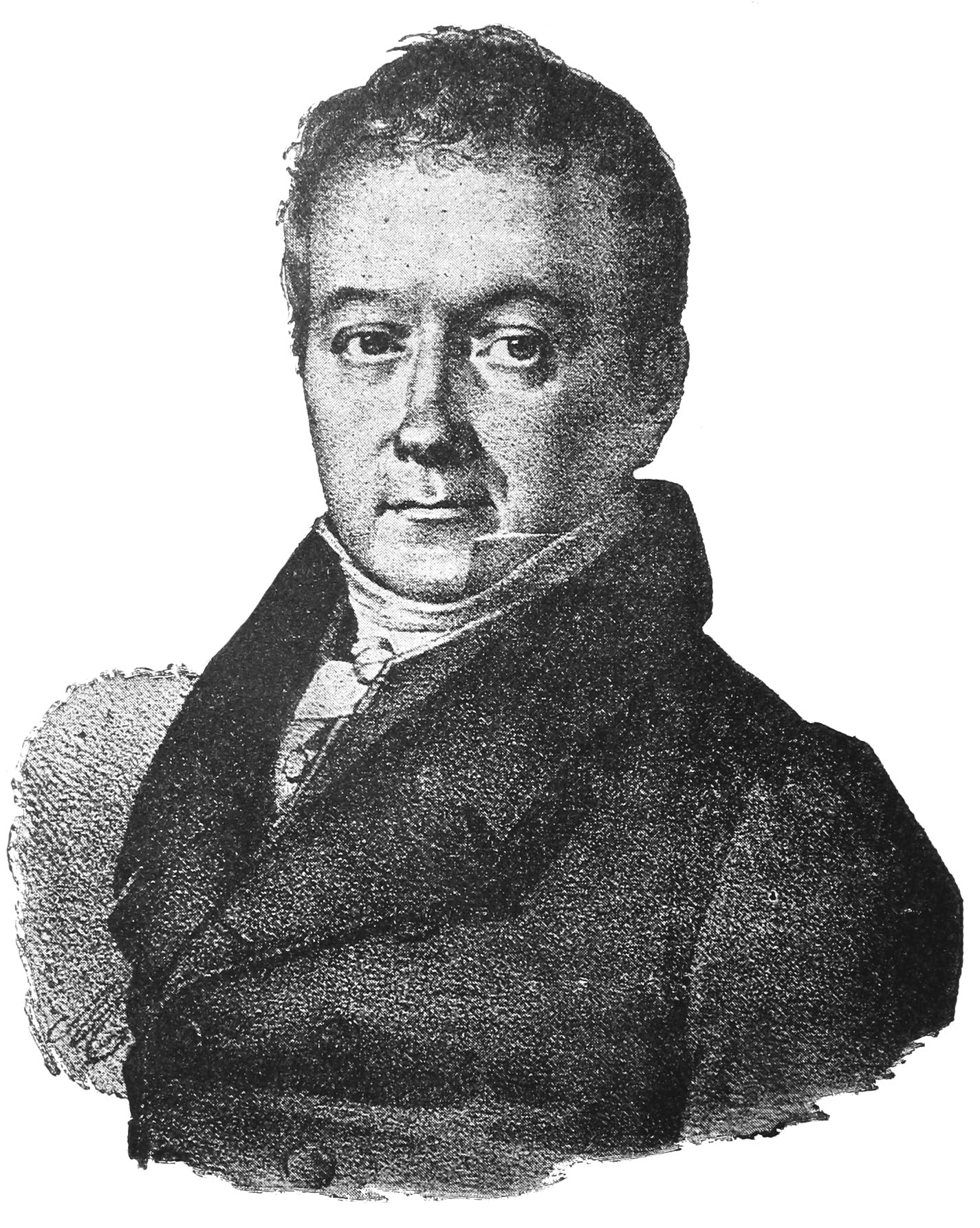
Retrato de Gabriel-Julien Ouvrard.

En otoño de 1798, Teresa y el rico financiero Gabriel-Julien Ouvrard se conocieron durante una cacería organizada en el Grosbois. A partir de esta fecha, a Teresa se la vio más en compañía de Ouvrard. Apenas seis meses después de su encuentro, este le ofreció un hôtel particular cerca de la rue de Babylone y la instaló en el Château du Raincy, que él alquiló en 1799. De esta relación nacieron cuatro hijos entre 1800 y 1804:
- Clémence Tallien, nacida el 1 de febrero de 1800, muerta en 1884, casada con el coronel Hyacinte Devaux.
- Jules Adolphe Édouard Tallien, nacido el 19 de abril de 1801 en París, que fue el doctor Jules Tallien de Cabarrus, muerto el 19 de mayo de 1870 en París. Ferviente creyente de la homeopatía, se casó el 3 de mayo de 1821 con Adélaïde Marie de Lesseps (nacida en Versalles el 4 de diciembre de 1803) con quien tuvo dos hijos de apellido Tallien de Cabarrus (Julien-Dominique-Marie-Edouard Tallien de Cabarrus y Charles Adolphe Tallien de Cabarrus).
- Clarisse Gabriel Thérésa Ouvrard, nacida el 21 de mayo de 1802, se casó en 1826 con Achille Ferdinand Brunetière .
- Stéphanie Coralie Thérésa Ouvrard, nacida el 2 de diciembre de 1803, casada con Amédée Ferdinand Moisson, barón de  Vaux.

Todos nacieron en el hôtel de la rue de Babylone.
Ouvrard fue nombrado en 1798 como proveedor de víveres de la Marina y de la flota española, algo que unió a Teresa y al ministro y almirante Étienne Eustache Bruix. En casa de Madame Tallien se conocieron Ouvrard y Napoleón Bonaparte, como Ouvrard reflejaría después en sus Mémoires: «Estaba lejos de prever que él tendría en sus manos el destino del mundo y que su intimidad tendría una influencia tan funesta en mi vida».

### Napoleón Bonaparte

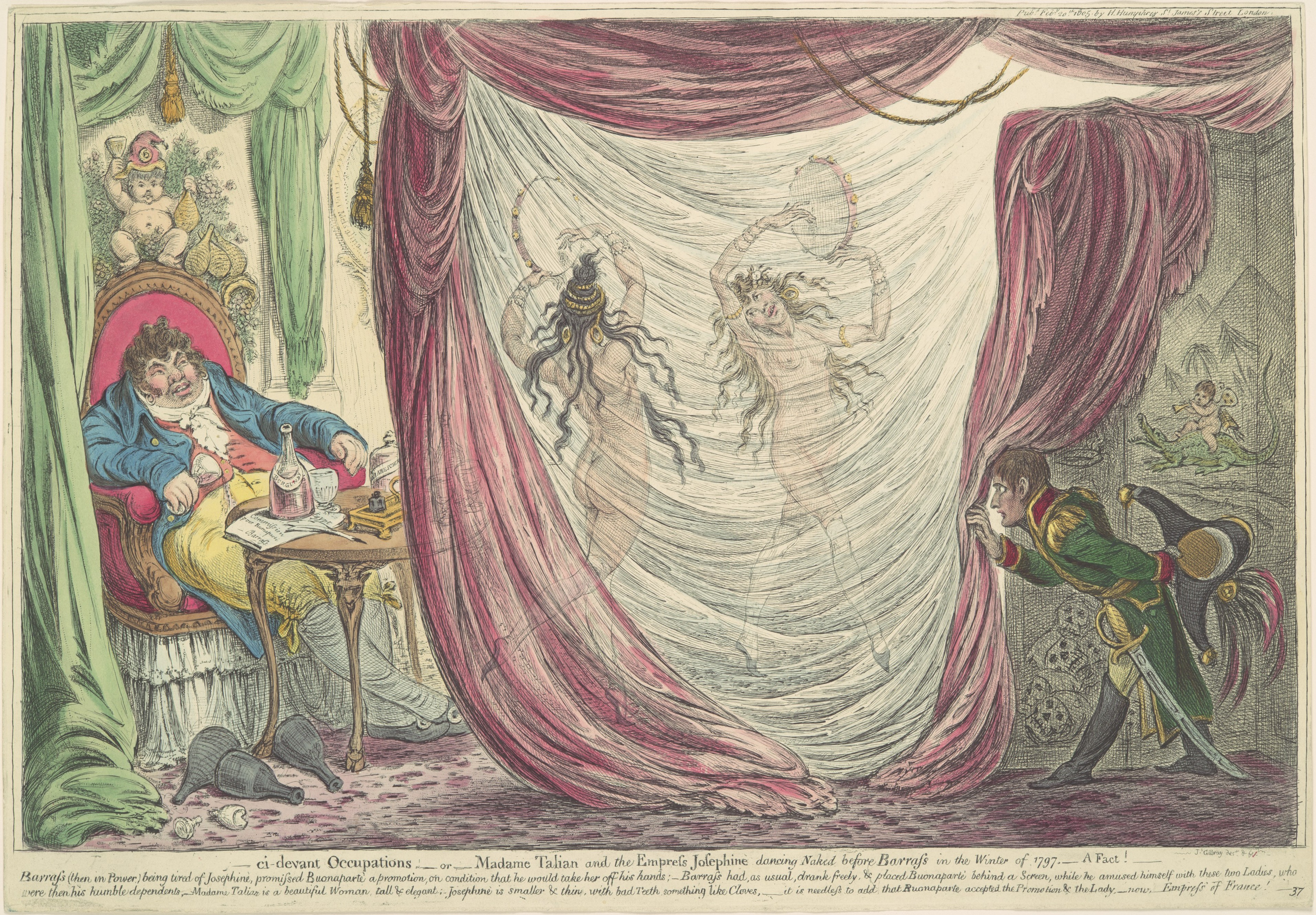
Caricatura de James Gillray (1805)

Teresa asistió a la boda de Napoleón Bonaparte con su mejor amiga Josefina de Beauharnais (1763-1814). Tanto su esposo Tallien como Barras fueron testigos en la ceremonia.
Existe una caricatura del inglés James Gillray en la que se representa a Teresa junto a Josefina de Beauharnais bailando desnudas delante de Barras, en el invierno de 1797, mientras que el general Napoleón Bonaparte aparece al fondo, durante la campaña de Egipto.

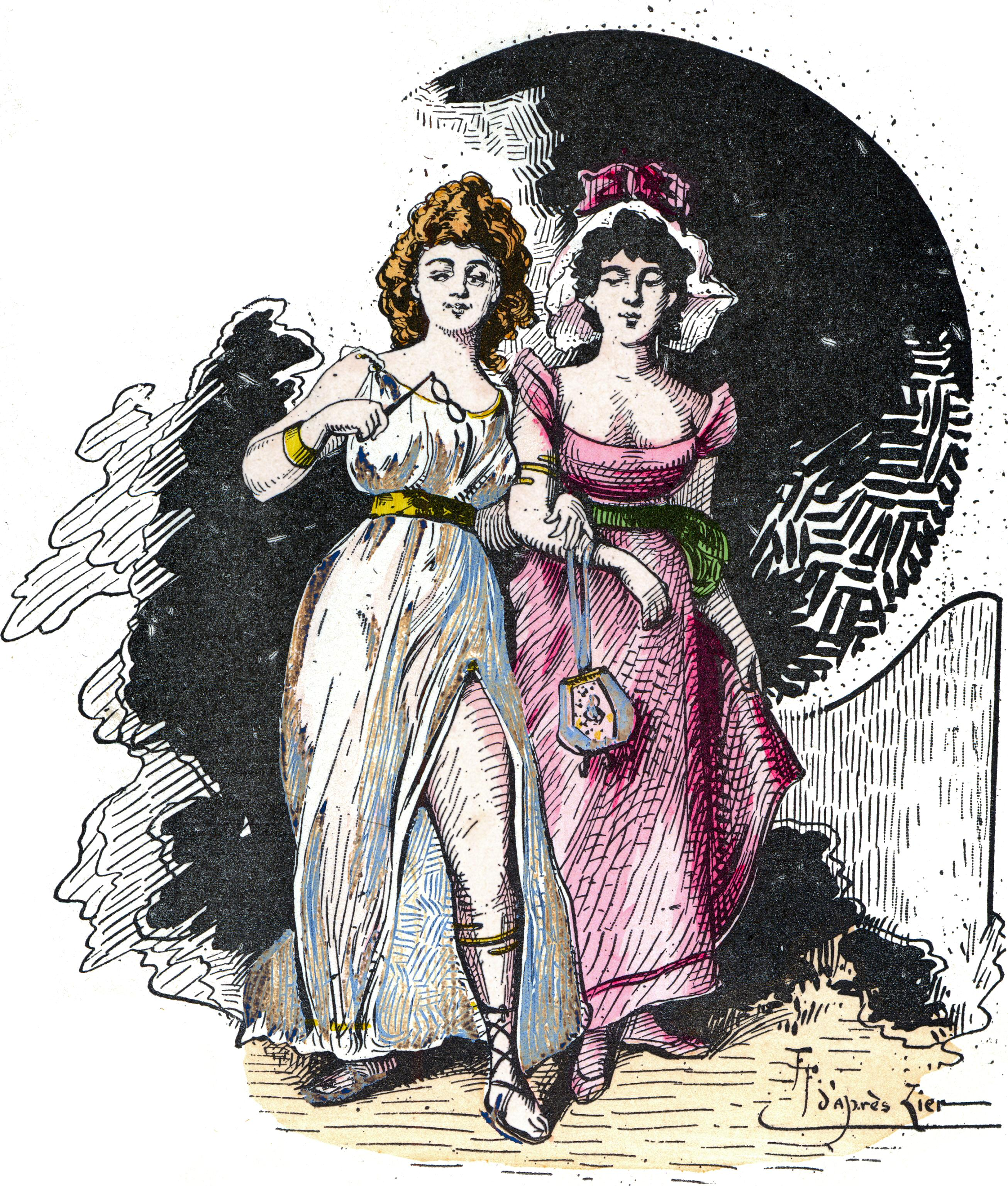
Madame Tallien en el jardín de las Tullerías en 1799.

El golpe de Estado del 18 de brumario es esencial en la carrera pública de Teresa. Bonaparte, que en otro tiempo la había tenido en alta estima, dejó de admitirla en su corte, ya fuese durante el Consulado o durante el Imperio. Incluso le escribirá una carta a su esposa Josefina: «Te prohíbo ver a madame Tallien, bajo ningún pretexto. No admitiré ninguna excusa. Si me tienes en estima, nunca transgredirás la presente orden». Una vez que se convirtió en emperador, rechazó una invitación de Madame Tallien para un baile que celebraba en el Palacio de las Tullerías, ya que ella «había tenido dos o tres maridos e hijos de todo el mundo».

### El príncipe de Chimay

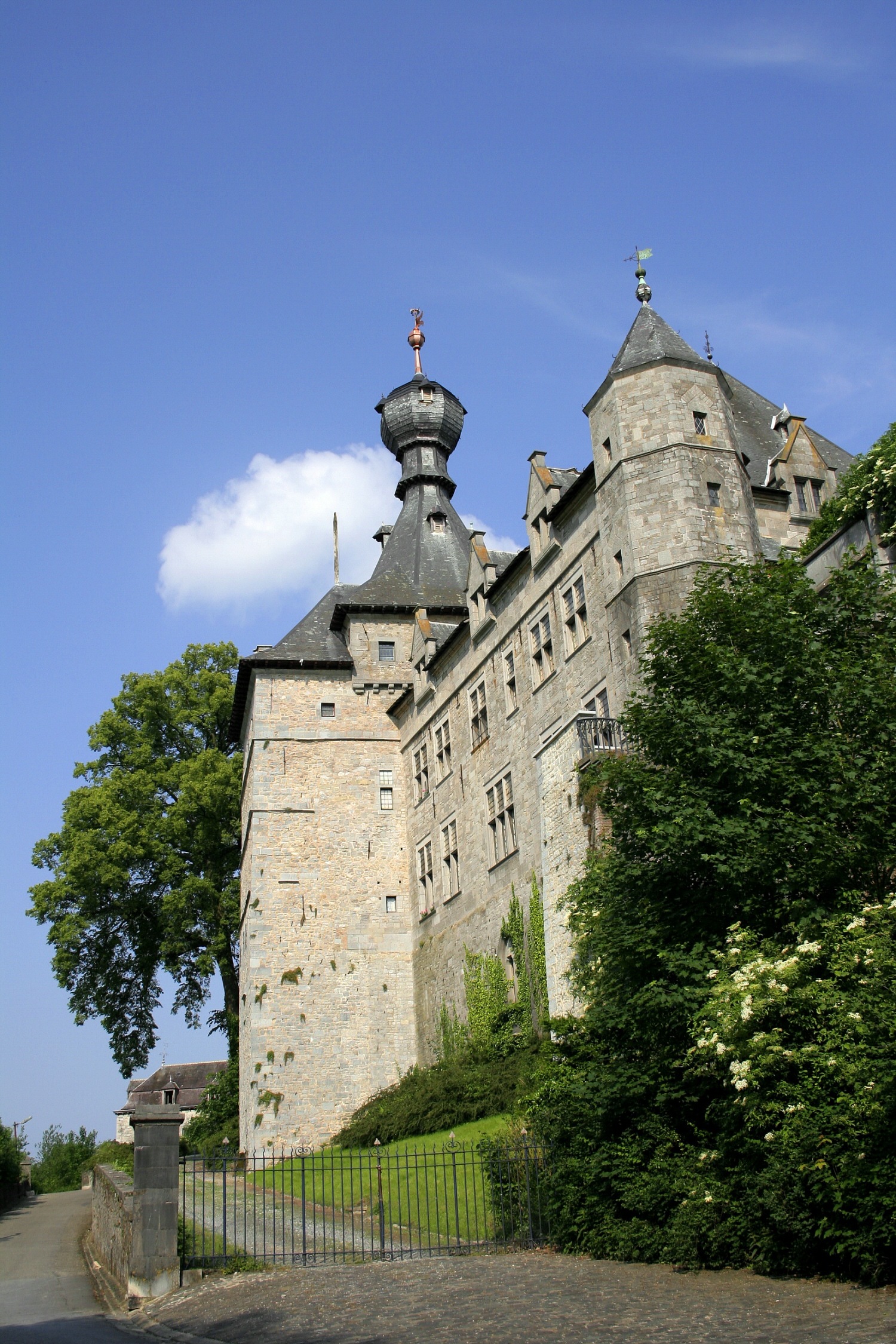
El castillo de Chimay.

Madame Tallien comenzó una amistad con madame de Staël, en cuya casa conocerá al príncipe de Chimay. Este se enamoró de ella y se casaron el 9 de agosto de 1805. Oficial de un regimiento de dragones cuando estalló la revolución francesa, el joven príncipe de Chimay había emigrado con sus hermanos.
Durante la Restauración, el príncipe obtuvo la cruz de San Luis y fue nombrado coronel de caballería y teniente. En 1815, fue elegido miembro de la Cámara de diputados por el departamento de Ardenas, no siendo renovado al año siguiente.
Residió con asiduidad en los Países Bajos, cuyo rey lo nombró, en 1820, miembro de la primera cámara de estados generales. En 1824, el rey lo nombró oficialmente príncipe.
Durante sus 25 años de vida en común, la pareja recibió a numerosos músicos, como Daniel Auber, Rodolphe Kreutzer, Luigi Cherubini, Charles de Bériot o Maria Malibran en París y en Chimay, donde Teresa reunió a una pequeña corte. Cherubini compone su Misa en fa en este castillo.
Para su esposa y su pasión común por la música, el príncipe de Chimay mandó construir en su castillo un pequeño teatro. Esta realización arquitectónica no fue la única que mandó construir para Madame Tallien ya que al borde del lago Virelles, muy cerca de Chimay, se encuentra un pequeño pabellón que lleva su nombre y que hoy en día se sigue utilizando para representaciones.
Teresa murió en este castillo el 15 de enero de 1835, y su último esposo está enterrado con ella bajo la sacristía de la iglesia local. Tras haber sido benefactor de este país durante cuarenta años, el príncipe François Joseph de Riquet de Caraman mandó fundar en su testamento un hospicio y una sala de asilo para niños pobres.

### El patronímico de sus hijos

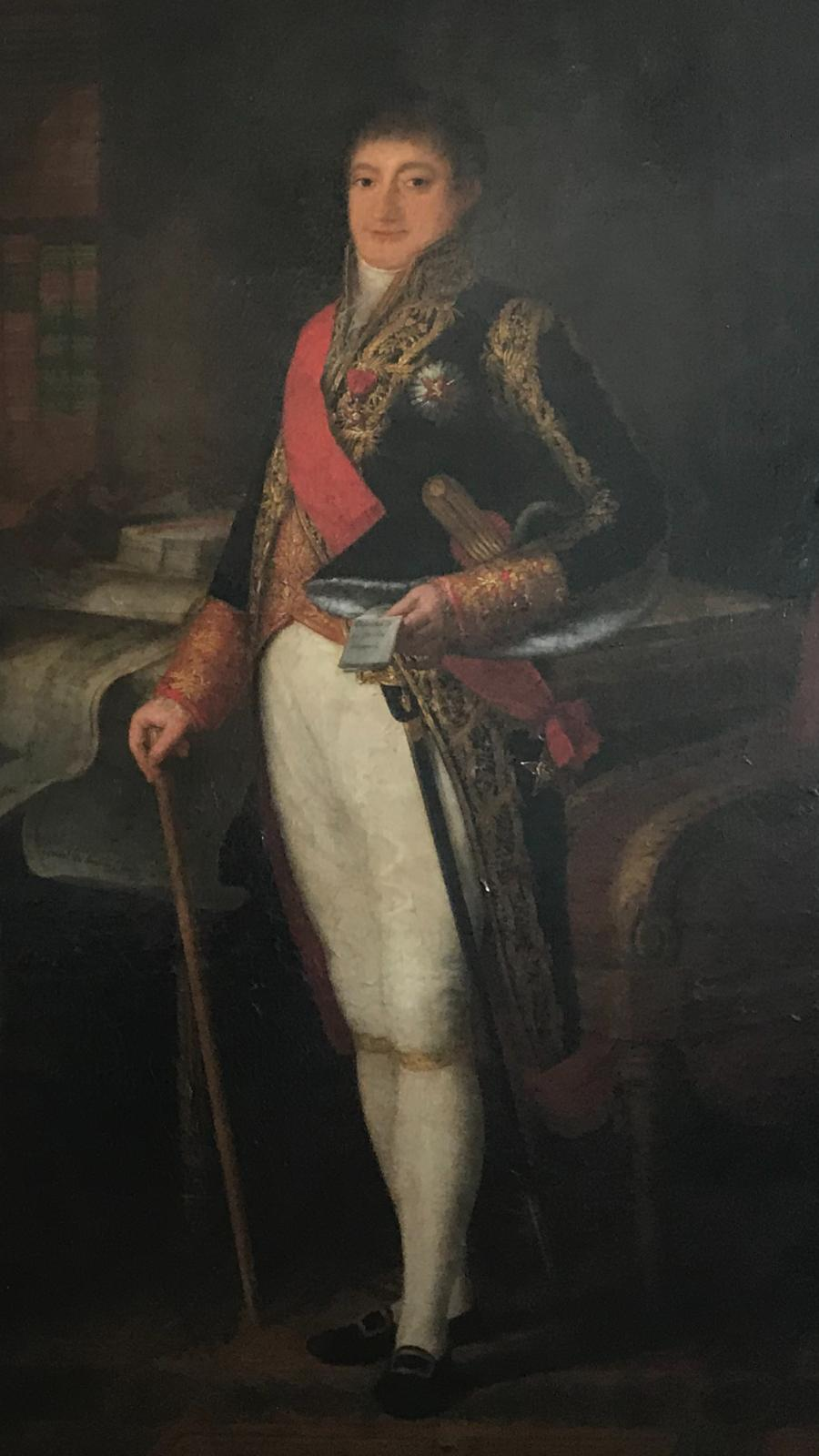
Uno de los hermanos de Teresa, Domingo de Cabarrús y Galabert.

Poco después de su muerte, dos de sus hijos, nacidos en su época como «Madame Tallien» e inscritos en el registro bajo el nombre de Cabarrús, mandaron rectificar sus respectivas actas de nacimiento para adoptar el nombre de su padre putativo. Los príncipes de Chimay se opusieron a la legitimación de sus hermanos por parte de madre, pero los tribunales les acabaron dando la razón.
Su hijo Jules Tallien de Cabarrús (hijo natural del banquero Ouvrard) se casó con su prima Adèle de Lesseps, hermana mayor de Ferdinand de Lesseps e hija de Mathieu de Lesseps, principal cónsul general de Francia en Filadelfia.
Joseph de Riquet de Caraman, primer hijo de su unión con François-Joseph-Philippe (1808-1865), se convertirá en el decimoséptimo príncipe de Chimay en 1843, siendo sus hermanos Michel Gabriel Alphonse Ferdinand (1810-1886) y Maria Auguste Louise Thérèse Valentine (1815-1876).
El hijo que tuvo con su primer marido, Théodore Devin de Fontenay, acompañante de Luis XVIII, murió a raíz de heridas de guerra.

## Cine y televisión
Teresa Cabarrús ha sido interpretada por:
- Catherine Rouvel en Quand flambait le bocage, telefilme de Claude-Jean Bonnardot (1978).
- Claire Vernet en Joséphine ou la comédie des ambitions.
- Ludivine Sagnier en Napoleón